# غاكو شيباساكي
غاكو شيباساكي ((بالإنجليزية: Gaku Shibasaki)؛ مواليد 28 مايو 1992) لاعب كرة قدم ياباني يجيد اللعب في مركز محور وسط مع منتخب اليابان الوطني و نادي كاشيما أنتلرز في الدوري الياباني الممتاز.

## روابط خارجية
- غاكو شيباساكي على موقع الاتحاد الدولي (مؤرشف)  (الإنجليزية)
- غاكو شيباساكي على موقع رابطة كرة القدم اليابانية للمحترفين (اليابانية)
- غاكو شيباساكي على موقع إي إس بي إن إف سي (الإنجليزية)
- غاكو شيباساكي على موقع قاعدة بيانات كرة القدم.إي يو (الإنجليزية)
- غاكو شيباساكي على موقع ناشيونال فوتبول تيمز (الإنجليزية)
- غاكو شيباساكي على موقع Soccerbase.com (لاعب) (الإنجليزية)
- غاكو شيباساكي على موقع Soccerway.com (الإنجليزية)
- غاكو شيباساكي على موقع عالم كرة القدم.نت (الإنجليزية)
- غاكو شيباساكي على موقع AS.com (الإسبانية)